# Spärrlansmossa
Spärrlansmossa (Didymodon ferrugineus) är en bladmossart som beskrevs av M. O. Hill 1981 [1982. Spärrlansmossa ingår i släktet lansmossor, och familjen Pottiaceae. Enligt den finländska rödlistan är arten nära hotad i Finland. Arten är reproducerande i Sverige. Artens livsmiljö är kalkstensklippor och kalkbrott. Inga underarter finns listade i Catalogue of Life.

## Bildgalleri

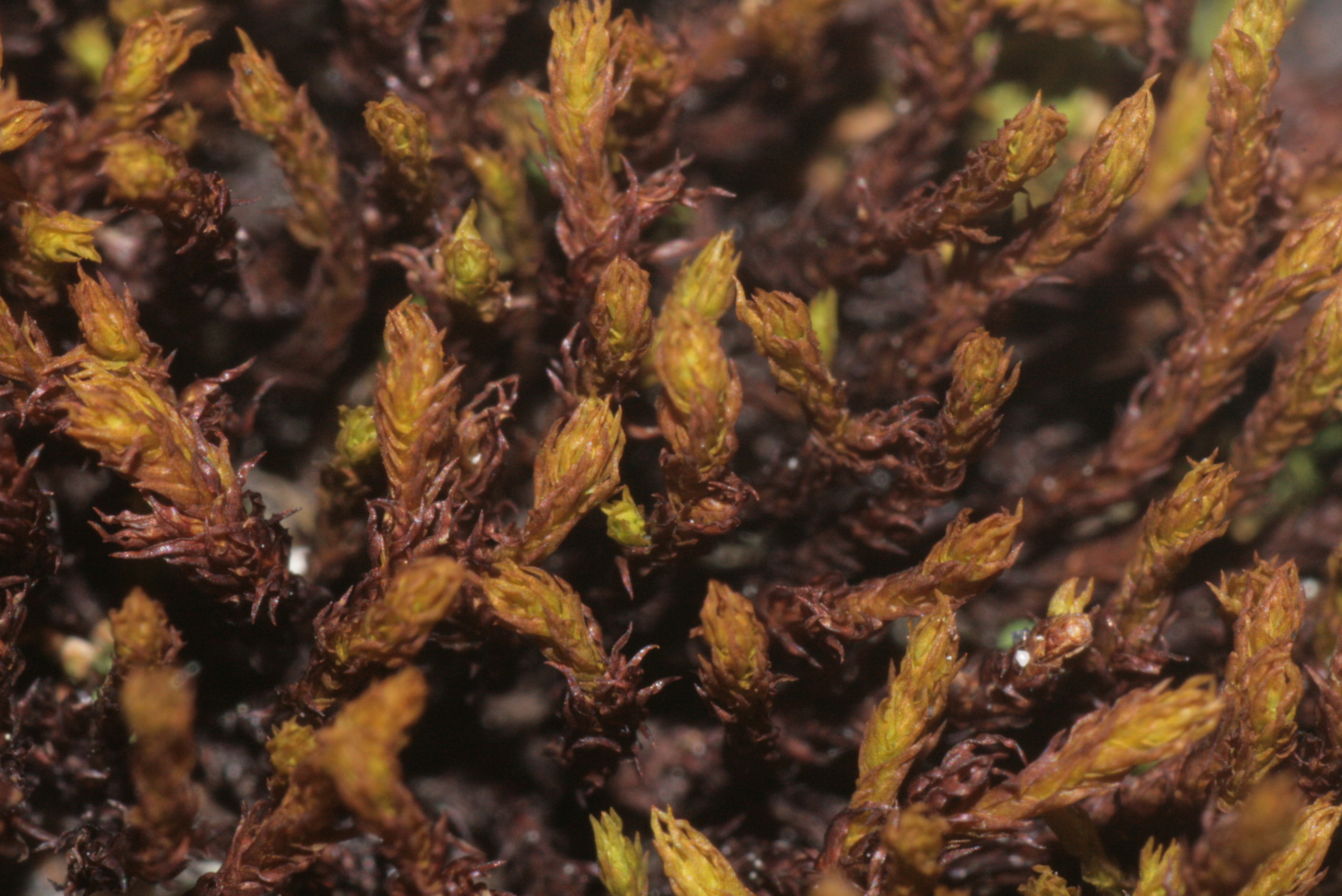
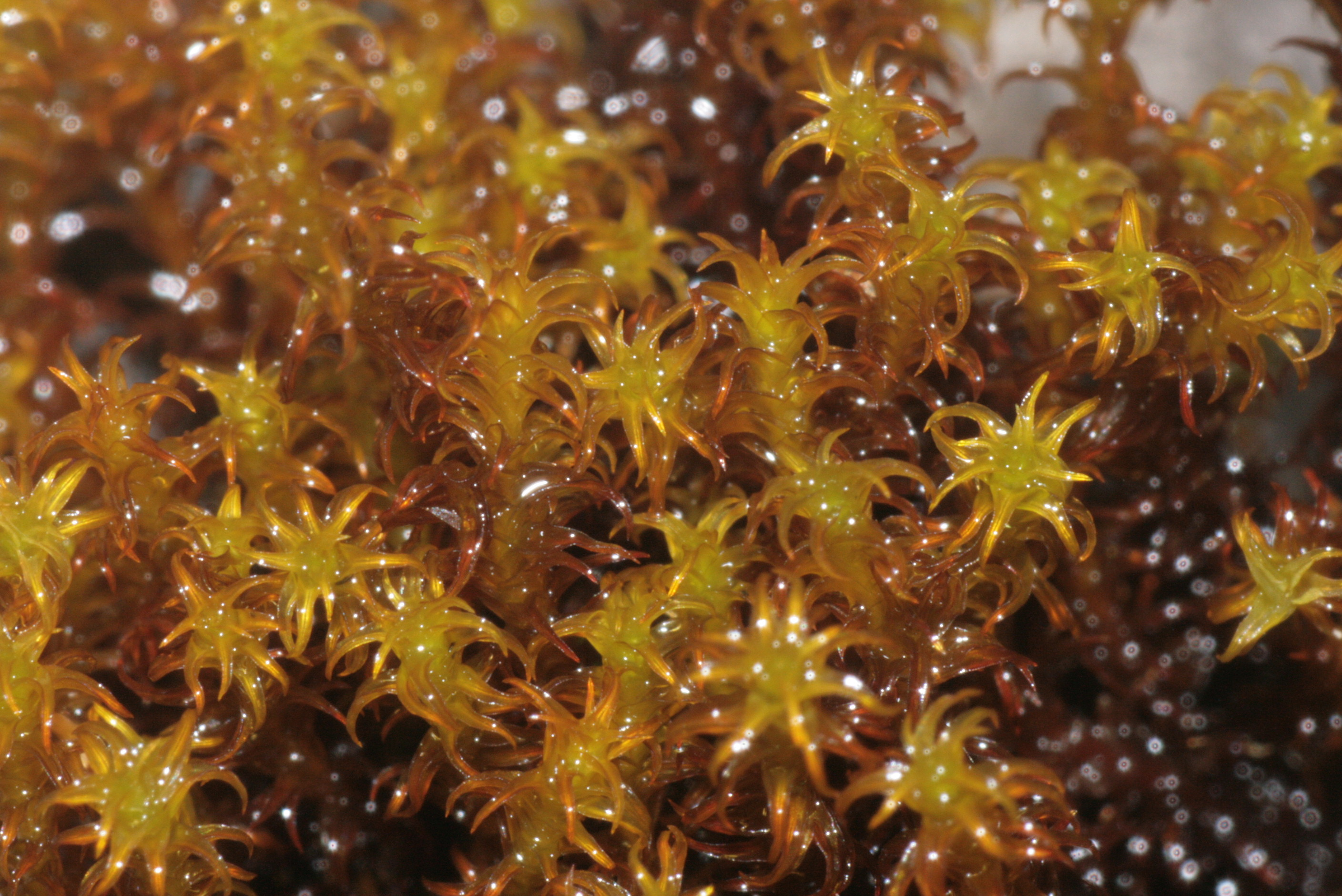
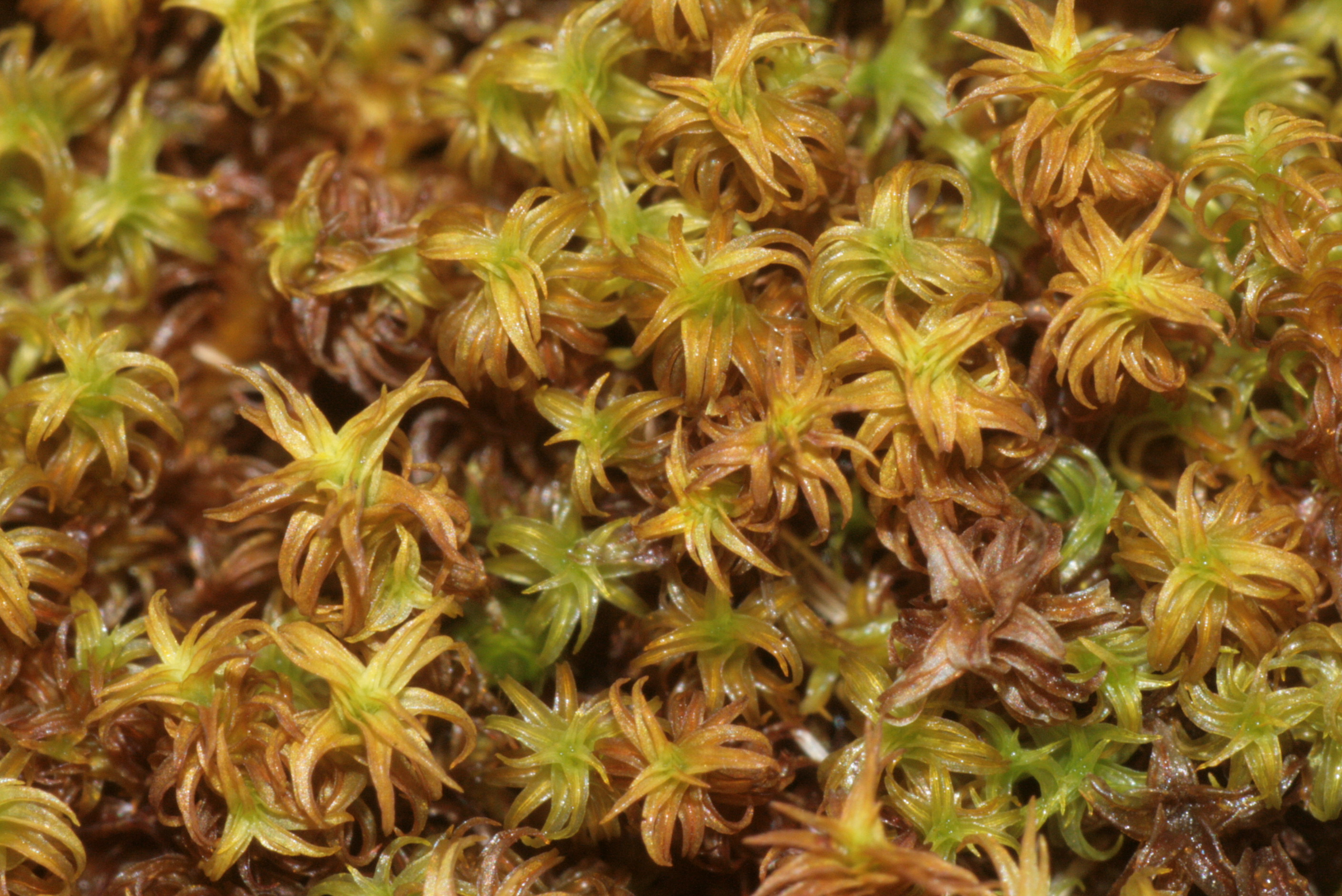
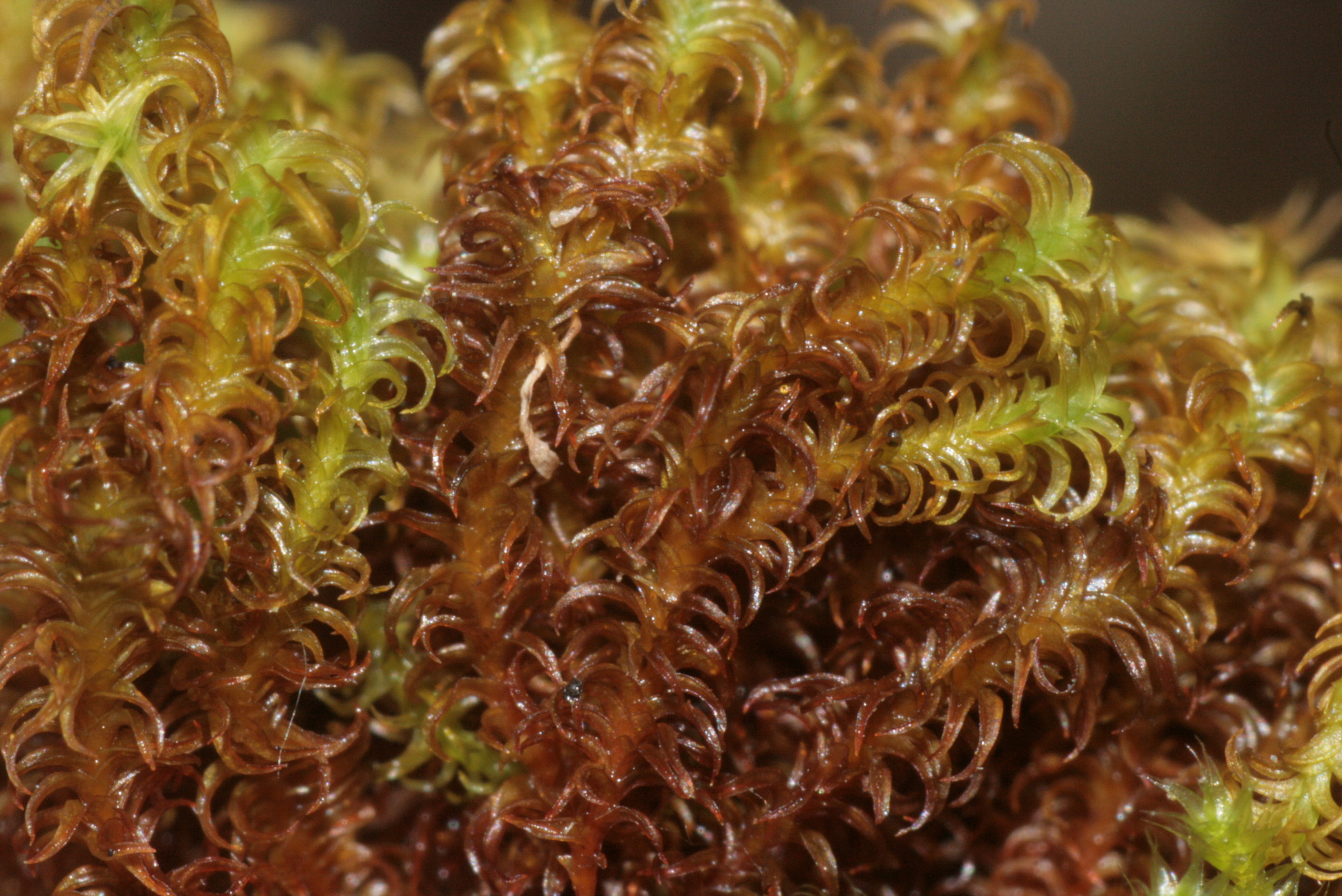
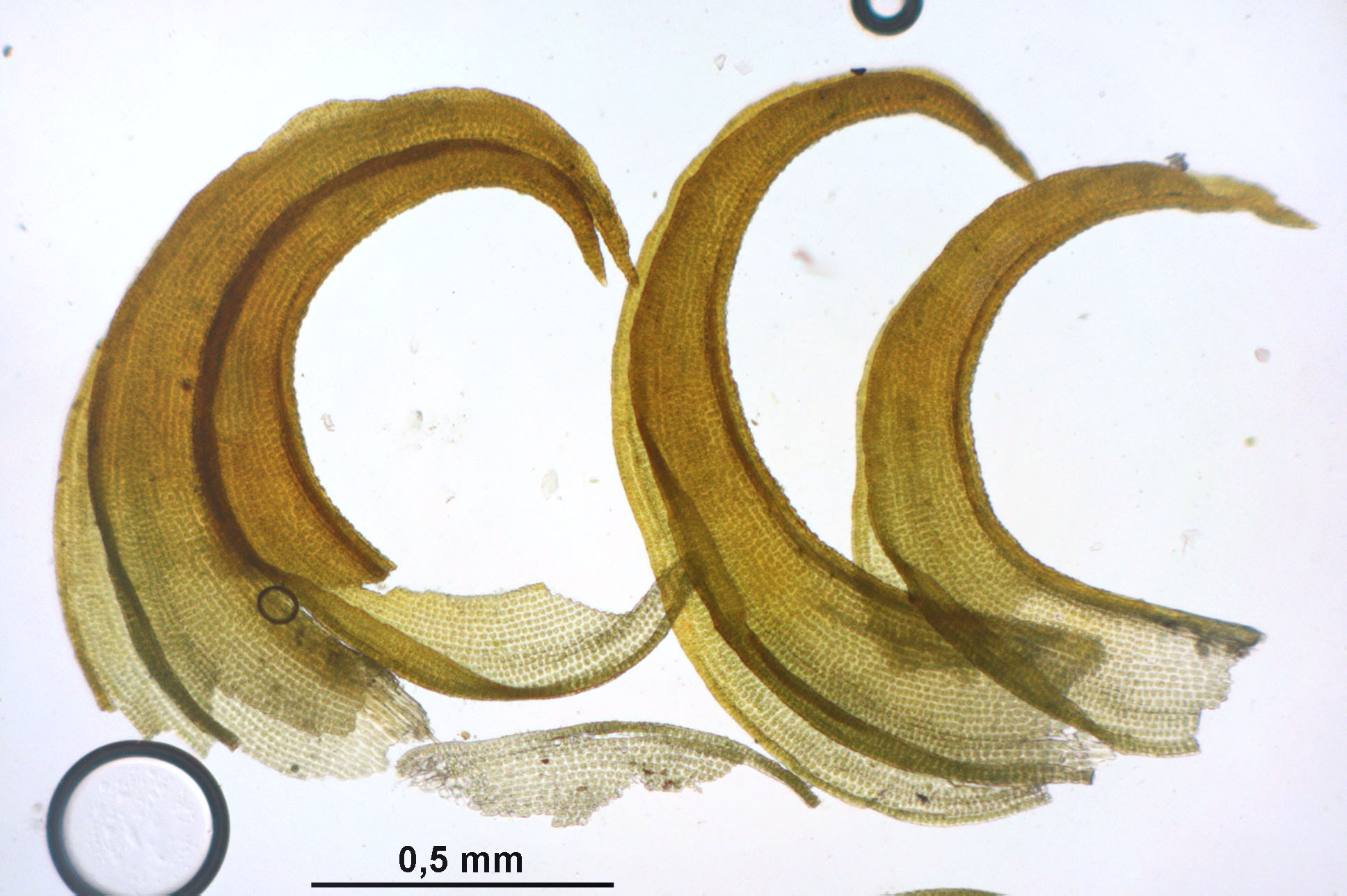